# Lúcio Júlio Marino Cecílio Simplex
Lúcio Júlio Marino Cecílio Simplex (em latim: Lucius Julius Marinus Caecilius Simplex) foi um senador romano nomeado cônsul sufecto no final de 101 com Lúcio Arrúncio Estela. Sua carreira é conhecida principalmente através de inscrições.
Seu nome polionímico indica que Simplex ou foi adotado ou incorporou ao seu nome o de sua mãe, sendo este último o consenso atual. Seu pai foi identificado como sendo Lúcio Júlio Marino, atestado como governador da Mésia Inferior em janeiro de 97 e que assumiu o consulado em algum momento por volta de 93. Sua mãe foi uma filha de Cneu Cecílio Simplex, um dos cônsules sufectos de 69.

## Carreira
A carreira de Simplex foi documentada numa inscrição recuperada em Cures e em mais outras três inscrições mais fragmentadas atestando diferentes pontos de sua carreira. Ele foi primeiro membro dos quattuorviri viarum curandarum, um dos comitês dos vigintiviri. Depois, serviu como tribuno militar da Legio IV Scythica, que na época estava na Mésia. Como questor, foi um dos dez escolhidos por sorteio para servir numa província senatorial e acabou na Macedônia. Depois foi edil e pretor.
Perto do passo final de sua carreira política, serviu como legado do procônsul de Chipre entre 88 e 89 e depois do procônsul de Bitínia e Ponto, onde acredita-se que o procônsul tenha sido seu pai. Depois, Simplex foi nomeado pelo imperador Domiciano legado da XI Claudia Pia Fidelis, estacionada em Vindonissa, na fronteira do Danúbio. Simplex depois governou duas províncias: uma como legado propretor imperial de Trajano, a Lícia e Panfília (96 a 99), e a outra como procônsul, a Acaia (99 a 100). Logo depois foi nomeado cônsul sufecto e mais nada se sabe sobre sua vida.

## Família
Simplex casou-se com Júlia Tértula, irmão ou filha de Caio Júlio Cornuto Tértulo, um amigo de Plínio, o Jovem.